# Пролетарский (Милославский район)
Пролета́рский — посёлок в Милославском районе Рязанской области. Входит в состав Милославского сельского поселения.

## История
В 1966 году указом Президиума Верховного Совета РСФСР посёлок второго отделения совхоза «Прогресс» переименован в Пролетарский. В 1993 году в состав посёлка включен посёлок станции Мышца.

## Население
| 2010 |
| ---- |
| 63   |

## Улицы
- ул. Высокая,
- ул. Зелёная,
- ул. Новая,
- ул. Новосёлов,
- ул. Центральная.